# Pontomalota
Pontomalota is een geslacht van kevers uit de familie van de kortschildkevers (Staphylinidae).

## Soorten
- Pontomalota opaca (LeConte, 1863)
- Pontomalota terminalia Ahn & Ashe, 1992